# Yangxunqiao (köpinghuvudort i Kina, Zhejiang Sheng, lat 30,14, long 120,36)
Yangxunqiao är en köpinghuvudort i Kina. Den ligger i provinsen Zhejiang, i den östra delen av landet, omkring 22 kilometer sydost om provinshuvudstaden Hangzhou. Antalet invånare är 67 406. Befolkningen består av 33 146 kvinnor och 34 260 män. Barn under 15 år utgör 13,0 %, vuxna 15-64 år 80 %, och äldre över 65 år 5,0 %.
Runt Yangxunqiao är det tätbefolkat, med 613 invånare per kvadratkilometer. Närmaste större samhälle är Qianqing, 5,1 km öster om Yangxunqiao. I omgivningarna runt Yangxunqiao växer huvudsakligen savannskog.
Genomsnittlig årsnederbörd är 1 869 millimeter. Den regnigaste månaden är juni, med i genomsnitt 328 mm nederbörd, och den torraste är november, med 74 mm nederbörd.